# Edgard Colle
|   | a | b | c | d | e | f | g | h |   |
| 8 | d4 – Biały pionek · c3 – Biały pionek · d3 – Biały goniec · e3 – Biały pionek · f3 – Biały skoczek · a2 – Biały pionek · b2 – Biały pionek · d2 – Biały skoczek · f2 – Biały pionek · g2 – Biały pionek · h2 – Biały pionek · a1 – Biała wieża · c1 – Biały goniec · d1 – Biały hetman · e1 – Biały król · h1 – Biała wieża | d4 – Biały pionek · c3 – Biały pionek · d3 – Biały goniec · e3 – Biały pionek · f3 – Biały skoczek · a2 – Biały pionek · b2 – Biały pionek · d2 – Biały skoczek · f2 – Biały pionek · g2 – Biały pionek · h2 – Biały pionek · a1 – Biała wieża · c1 – Biały goniec · d1 – Biały hetman · e1 – Biały król · h1 – Biała wieża | d4 – Biały pionek · c3 – Biały pionek · d3 – Biały goniec · e3 – Biały pionek · f3 – Biały skoczek · a2 – Biały pionek · b2 – Biały pionek · d2 – Biały skoczek · f2 – Biały pionek · g2 – Biały pionek · h2 – Biały pionek · a1 – Biała wieża · c1 – Biały goniec · d1 – Biały hetman · e1 – Biały król · h1 – Biała wieża | d4 – Biały pionek · c3 – Biały pionek · d3 – Biały goniec · e3 – Biały pionek · f3 – Biały skoczek · a2 – Biały pionek · b2 – Biały pionek · d2 – Biały skoczek · f2 – Biały pionek · g2 – Biały pionek · h2 – Biały pionek · a1 – Biała wieża · c1 – Biały goniec · d1 – Biały hetman · e1 – Biały król · h1 – Biała wieża | d4 – Biały pionek · c3 – Biały pionek · d3 – Biały goniec · e3 – Biały pionek · f3 – Biały skoczek · a2 – Biały pionek · b2 – Biały pionek · d2 – Biały skoczek · f2 – Biały pionek · g2 – Biały pionek · h2 – Biały pionek · a1 – Biała wieża · c1 – Biały goniec · d1 – Biały hetman · e1 – Biały król · h1 – Biała wieża | d4 – Biały pionek · c3 – Biały pionek · d3 – Biały goniec · e3 – Biały pionek · f3 – Biały skoczek · a2 – Biały pionek · b2 – Biały pionek · d2 – Biały skoczek · f2 – Biały pionek · g2 – Biały pionek · h2 – Biały pionek · a1 – Biała wieża · c1 – Biały goniec · d1 – Biały hetman · e1 – Biały król · h1 – Biała wieża | d4 – Biały pionek · c3 – Biały pionek · d3 – Biały goniec · e3 – Biały pionek · f3 – Biały skoczek · a2 – Biały pionek · b2 – Biały pionek · d2 – Biały skoczek · f2 – Biały pionek · g2 – Biały pionek · h2 – Biały pionek · a1 – Biała wieża · c1 – Biały goniec · d1 – Biały hetman · e1 – Biały król · h1 – Biała wieża | d4 – Biały pionek · c3 – Biały pionek · d3 – Biały goniec · e3 – Biały pionek · f3 – Biały skoczek · a2 – Biały pionek · b2 – Biały pionek · d2 – Biały skoczek · f2 – Biały pionek · g2 – Biały pionek · h2 – Biały pionek · a1 – Biała wieża · c1 – Biały goniec · d1 – Biały hetman · e1 – Biały król · h1 – Biała wieża | 8 |
| 7 | d4 – Biały pionek · c3 – Biały pionek · d3 – Biały goniec · e3 – Biały pionek · f3 – Biały skoczek · a2 – Biały pionek · b2 – Biały pionek · d2 – Biały skoczek · f2 – Biały pionek · g2 – Biały pionek · h2 – Biały pionek · a1 – Biała wieża · c1 – Biały goniec · d1 – Biały hetman · e1 – Biały król · h1 – Biała wieża | d4 – Biały pionek · c3 – Biały pionek · d3 – Biały goniec · e3 – Biały pionek · f3 – Biały skoczek · a2 – Biały pionek · b2 – Biały pionek · d2 – Biały skoczek · f2 – Biały pionek · g2 – Biały pionek · h2 – Biały pionek · a1 – Biała wieża · c1 – Biały goniec · d1 – Biały hetman · e1 – Biały król · h1 – Biała wieża | d4 – Biały pionek · c3 – Biały pionek · d3 – Biały goniec · e3 – Biały pionek · f3 – Biały skoczek · a2 – Biały pionek · b2 – Biały pionek · d2 – Biały skoczek · f2 – Biały pionek · g2 – Biały pionek · h2 – Biały pionek · a1 – Biała wieża · c1 – Biały goniec · d1 – Biały hetman · e1 – Biały król · h1 – Biała wieża | d4 – Biały pionek · c3 – Biały pionek · d3 – Biały goniec · e3 – Biały pionek · f3 – Biały skoczek · a2 – Biały pionek · b2 – Biały pionek · d2 – Biały skoczek · f2 – Biały pionek · g2 – Biały pionek · h2 – Biały pionek · a1 – Biała wieża · c1 – Biały goniec · d1 – Biały hetman · e1 – Biały król · h1 – Biała wieża | d4 – Biały pionek · c3 – Biały pionek · d3 – Biały goniec · e3 – Biały pionek · f3 – Biały skoczek · a2 – Biały pionek · b2 – Biały pionek · d2 – Biały skoczek · f2 – Biały pionek · g2 – Biały pionek · h2 – Biały pionek · a1 – Biała wieża · c1 – Biały goniec · d1 – Biały hetman · e1 – Biały król · h1 – Biała wieża | d4 – Biały pionek · c3 – Biały pionek · d3 – Biały goniec · e3 – Biały pionek · f3 – Biały skoczek · a2 – Biały pionek · b2 – Biały pionek · d2 – Biały skoczek · f2 – Biały pionek · g2 – Biały pionek · h2 – Biały pionek · a1 – Biała wieża · c1 – Biały goniec · d1 – Biały hetman · e1 – Biały król · h1 – Biała wieża | d4 – Biały pionek · c3 – Biały pionek · d3 – Biały goniec · e3 – Biały pionek · f3 – Biały skoczek · a2 – Biały pionek · b2 – Biały pionek · d2 – Biały skoczek · f2 – Biały pionek · g2 – Biały pionek · h2 – Biały pionek · a1 – Biała wieża · c1 – Biały goniec · d1 – Biały hetman · e1 – Biały król · h1 – Biała wieża | d4 – Biały pionek · c3 – Biały pionek · d3 – Biały goniec · e3 – Biały pionek · f3 – Biały skoczek · a2 – Biały pionek · b2 – Biały pionek · d2 – Biały skoczek · f2 – Biały pionek · g2 – Biały pionek · h2 – Biały pionek · a1 – Biała wieża · c1 – Biały goniec · d1 – Biały hetman · e1 – Biały król · h1 – Biała wieża | 7 |
| 6 | d4 – Biały pionek · c3 – Biały pionek · d3 – Biały goniec · e3 – Biały pionek · f3 – Biały skoczek · a2 – Biały pionek · b2 – Biały pionek · d2 – Biały skoczek · f2 – Biały pionek · g2 – Biały pionek · h2 – Biały pionek · a1 – Biała wieża · c1 – Biały goniec · d1 – Biały hetman · e1 – Biały król · h1 – Biała wieża | d4 – Biały pionek · c3 – Biały pionek · d3 – Biały goniec · e3 – Biały pionek · f3 – Biały skoczek · a2 – Biały pionek · b2 – Biały pionek · d2 – Biały skoczek · f2 – Biały pionek · g2 – Biały pionek · h2 – Biały pionek · a1 – Biała wieża · c1 – Biały goniec · d1 – Biały hetman · e1 – Biały król · h1 – Biała wieża | d4 – Biały pionek · c3 – Biały pionek · d3 – Biały goniec · e3 – Biały pionek · f3 – Biały skoczek · a2 – Biały pionek · b2 – Biały pionek · d2 – Biały skoczek · f2 – Biały pionek · g2 – Biały pionek · h2 – Biały pionek · a1 – Biała wieża · c1 – Biały goniec · d1 – Biały hetman · e1 – Biały król · h1 – Biała wieża | d4 – Biały pionek · c3 – Biały pionek · d3 – Biały goniec · e3 – Biały pionek · f3 – Biały skoczek · a2 – Biały pionek · b2 – Biały pionek · d2 – Biały skoczek · f2 – Biały pionek · g2 – Biały pionek · h2 – Biały pionek · a1 – Biała wieża · c1 – Biały goniec · d1 – Biały hetman · e1 – Biały król · h1 – Biała wieża | d4 – Biały pionek · c3 – Biały pionek · d3 – Biały goniec · e3 – Biały pionek · f3 – Biały skoczek · a2 – Biały pionek · b2 – Biały pionek · d2 – Biały skoczek · f2 – Biały pionek · g2 – Biały pionek · h2 – Biały pionek · a1 – Biała wieża · c1 – Biały goniec · d1 – Biały hetman · e1 – Biały król · h1 – Biała wieża | d4 – Biały pionek · c3 – Biały pionek · d3 – Biały goniec · e3 – Biały pionek · f3 – Biały skoczek · a2 – Biały pionek · b2 – Biały pionek · d2 – Biały skoczek · f2 – Biały pionek · g2 – Biały pionek · h2 – Biały pionek · a1 – Biała wieża · c1 – Biały goniec · d1 – Biały hetman · e1 – Biały król · h1 – Biała wieża | d4 – Biały pionek · c3 – Biały pionek · d3 – Biały goniec · e3 – Biały pionek · f3 – Biały skoczek · a2 – Biały pionek · b2 – Biały pionek · d2 – Biały skoczek · f2 – Biały pionek · g2 – Biały pionek · h2 – Biały pionek · a1 – Biała wieża · c1 – Biały goniec · d1 – Biały hetman · e1 – Biały król · h1 – Biała wieża | d4 – Biały pionek · c3 – Biały pionek · d3 – Biały goniec · e3 – Biały pionek · f3 – Biały skoczek · a2 – Biały pionek · b2 – Biały pionek · d2 – Biały skoczek · f2 – Biały pionek · g2 – Biały pionek · h2 – Biały pionek · a1 – Biała wieża · c1 – Biały goniec · d1 – Biały hetman · e1 – Biały król · h1 – Biała wieża | 6 |
| 5 | d4 – Biały pionek · c3 – Biały pionek · d3 – Biały goniec · e3 – Biały pionek · f3 – Biały skoczek · a2 – Biały pionek · b2 – Biały pionek · d2 – Biały skoczek · f2 – Biały pionek · g2 – Biały pionek · h2 – Biały pionek · a1 – Biała wieża · c1 – Biały goniec · d1 – Biały hetman · e1 – Biały król · h1 – Biała wieża | d4 – Biały pionek · c3 – Biały pionek · d3 – Biały goniec · e3 – Biały pionek · f3 – Biały skoczek · a2 – Biały pionek · b2 – Biały pionek · d2 – Biały skoczek · f2 – Biały pionek · g2 – Biały pionek · h2 – Biały pionek · a1 – Biała wieża · c1 – Biały goniec · d1 – Biały hetman · e1 – Biały król · h1 – Biała wieża | d4 – Biały pionek · c3 – Biały pionek · d3 – Biały goniec · e3 – Biały pionek · f3 – Biały skoczek · a2 – Biały pionek · b2 – Biały pionek · d2 – Biały skoczek · f2 – Biały pionek · g2 – Biały pionek · h2 – Biały pionek · a1 – Biała wieża · c1 – Biały goniec · d1 – Biały hetman · e1 – Biały król · h1 – Biała wieża | d4 – Biały pionek · c3 – Biały pionek · d3 – Biały goniec · e3 – Biały pionek · f3 – Biały skoczek · a2 – Biały pionek · b2 – Biały pionek · d2 – Biały skoczek · f2 – Biały pionek · g2 – Biały pionek · h2 – Biały pionek · a1 – Biała wieża · c1 – Biały goniec · d1 – Biały hetman · e1 – Biały król · h1 – Biała wieża | d4 – Biały pionek · c3 – Biały pionek · d3 – Biały goniec · e3 – Biały pionek · f3 – Biały skoczek · a2 – Biały pionek · b2 – Biały pionek · d2 – Biały skoczek · f2 – Biały pionek · g2 – Biały pionek · h2 – Biały pionek · a1 – Biała wieża · c1 – Biały goniec · d1 – Biały hetman · e1 – Biały król · h1 – Biała wieża | d4 – Biały pionek · c3 – Biały pionek · d3 – Biały goniec · e3 – Biały pionek · f3 – Biały skoczek · a2 – Biały pionek · b2 – Biały pionek · d2 – Biały skoczek · f2 – Biały pionek · g2 – Biały pionek · h2 – Biały pionek · a1 – Biała wieża · c1 – Biały goniec · d1 – Biały hetman · e1 – Biały król · h1 – Biała wieża | d4 – Biały pionek · c3 – Biały pionek · d3 – Biały goniec · e3 – Biały pionek · f3 – Biały skoczek · a2 – Biały pionek · b2 – Biały pionek · d2 – Biały skoczek · f2 – Biały pionek · g2 – Biały pionek · h2 – Biały pionek · a1 – Biała wieża · c1 – Biały goniec · d1 – Biały hetman · e1 – Biały król · h1 – Biała wieża | d4 – Biały pionek · c3 – Biały pionek · d3 – Biały goniec · e3 – Biały pionek · f3 – Biały skoczek · a2 – Biały pionek · b2 – Biały pionek · d2 – Biały skoczek · f2 – Biały pionek · g2 – Biały pionek · h2 – Biały pionek · a1 – Biała wieża · c1 – Biały goniec · d1 – Biały hetman · e1 – Biały król · h1 – Biała wieża | 5 |
| 4 | d4 – Biały pionek · c3 – Biały pionek · d3 – Biały goniec · e3 – Biały pionek · f3 – Biały skoczek · a2 – Biały pionek · b2 – Biały pionek · d2 – Biały skoczek · f2 – Biały pionek · g2 – Biały pionek · h2 – Biały pionek · a1 – Biała wieża · c1 – Biały goniec · d1 – Biały hetman · e1 – Biały król · h1 – Biała wieża | d4 – Biały pionek · c3 – Biały pionek · d3 – Biały goniec · e3 – Biały pionek · f3 – Biały skoczek · a2 – Biały pionek · b2 – Biały pionek · d2 – Biały skoczek · f2 – Biały pionek · g2 – Biały pionek · h2 – Biały pionek · a1 – Biała wieża · c1 – Biały goniec · d1 – Biały hetman · e1 – Biały król · h1 – Biała wieża | d4 – Biały pionek · c3 – Biały pionek · d3 – Biały goniec · e3 – Biały pionek · f3 – Biały skoczek · a2 – Biały pionek · b2 – Biały pionek · d2 – Biały skoczek · f2 – Biały pionek · g2 – Biały pionek · h2 – Biały pionek · a1 – Biała wieża · c1 – Biały goniec · d1 – Biały hetman · e1 – Biały król · h1 – Biała wieża | d4 – Biały pionek · c3 – Biały pionek · d3 – Biały goniec · e3 – Biały pionek · f3 – Biały skoczek · a2 – Biały pionek · b2 – Biały pionek · d2 – Biały skoczek · f2 – Biały pionek · g2 – Biały pionek · h2 – Biały pionek · a1 – Biała wieża · c1 – Biały goniec · d1 – Biały hetman · e1 – Biały król · h1 – Biała wieża | d4 – Biały pionek · c3 – Biały pionek · d3 – Biały goniec · e3 – Biały pionek · f3 – Biały skoczek · a2 – Biały pionek · b2 – Biały pionek · d2 – Biały skoczek · f2 – Biały pionek · g2 – Biały pionek · h2 – Biały pionek · a1 – Biała wieża · c1 – Biały goniec · d1 – Biały hetman · e1 – Biały król · h1 – Biała wieża | d4 – Biały pionek · c3 – Biały pionek · d3 – Biały goniec · e3 – Biały pionek · f3 – Biały skoczek · a2 – Biały pionek · b2 – Biały pionek · d2 – Biały skoczek · f2 – Biały pionek · g2 – Biały pionek · h2 – Biały pionek · a1 – Biała wieża · c1 – Biały goniec · d1 – Biały hetman · e1 – Biały król · h1 – Biała wieża | d4 – Biały pionek · c3 – Biały pionek · d3 – Biały goniec · e3 – Biały pionek · f3 – Biały skoczek · a2 – Biały pionek · b2 – Biały pionek · d2 – Biały skoczek · f2 – Biały pionek · g2 – Biały pionek · h2 – Biały pionek · a1 – Biała wieża · c1 – Biały goniec · d1 – Biały hetman · e1 – Biały król · h1 – Biała wieża | d4 – Biały pionek · c3 – Biały pionek · d3 – Biały goniec · e3 – Biały pionek · f3 – Biały skoczek · a2 – Biały pionek · b2 – Biały pionek · d2 – Biały skoczek · f2 – Biały pionek · g2 – Biały pionek · h2 – Biały pionek · a1 – Biała wieża · c1 – Biały goniec · d1 – Biały hetman · e1 – Biały król · h1 – Biała wieża | 4 |
| 3 | d4 – Biały pionek · c3 – Biały pionek · d3 – Biały goniec · e3 – Biały pionek · f3 – Biały skoczek · a2 – Biały pionek · b2 – Biały pionek · d2 – Biały skoczek · f2 – Biały pionek · g2 – Biały pionek · h2 – Biały pionek · a1 – Biała wieża · c1 – Biały goniec · d1 – Biały hetman · e1 – Biały król · h1 – Biała wieża | d4 – Biały pionek · c3 – Biały pionek · d3 – Biały goniec · e3 – Biały pionek · f3 – Biały skoczek · a2 – Biały pionek · b2 – Biały pionek · d2 – Biały skoczek · f2 – Biały pionek · g2 – Biały pionek · h2 – Biały pionek · a1 – Biała wieża · c1 – Biały goniec · d1 – Biały hetman · e1 – Biały król · h1 – Biała wieża | d4 – Biały pionek · c3 – Biały pionek · d3 – Biały goniec · e3 – Biały pionek · f3 – Biały skoczek · a2 – Biały pionek · b2 – Biały pionek · d2 – Biały skoczek · f2 – Biały pionek · g2 – Biały pionek · h2 – Biały pionek · a1 – Biała wieża · c1 – Biały goniec · d1 – Biały hetman · e1 – Biały król · h1 – Biała wieża | d4 – Biały pionek · c3 – Biały pionek · d3 – Biały goniec · e3 – Biały pionek · f3 – Biały skoczek · a2 – Biały pionek · b2 – Biały pionek · d2 – Biały skoczek · f2 – Biały pionek · g2 – Biały pionek · h2 – Biały pionek · a1 – Biała wieża · c1 – Biały goniec · d1 – Biały hetman · e1 – Biały król · h1 – Biała wieża | d4 – Biały pionek · c3 – Biały pionek · d3 – Biały goniec · e3 – Biały pionek · f3 – Biały skoczek · a2 – Biały pionek · b2 – Biały pionek · d2 – Biały skoczek · f2 – Biały pionek · g2 – Biały pionek · h2 – Biały pionek · a1 – Biała wieża · c1 – Biały goniec · d1 – Biały hetman · e1 – Biały król · h1 – Biała wieża | d4 – Biały pionek · c3 – Biały pionek · d3 – Biały goniec · e3 – Biały pionek · f3 – Biały skoczek · a2 – Biały pionek · b2 – Biały pionek · d2 – Biały skoczek · f2 – Biały pionek · g2 – Biały pionek · h2 – Biały pionek · a1 – Biała wieża · c1 – Biały goniec · d1 – Biały hetman · e1 – Biały król · h1 – Biała wieża | d4 – Biały pionek · c3 – Biały pionek · d3 – Biały goniec · e3 – Biały pionek · f3 – Biały skoczek · a2 – Biały pionek · b2 – Biały pionek · d2 – Biały skoczek · f2 – Biały pionek · g2 – Biały pionek · h2 – Biały pionek · a1 – Biała wieża · c1 – Biały goniec · d1 – Biały hetman · e1 – Biały król · h1 – Biała wieża | d4 – Biały pionek · c3 – Biały pionek · d3 – Biały goniec · e3 – Biały pionek · f3 – Biały skoczek · a2 – Biały pionek · b2 – Biały pionek · d2 – Biały skoczek · f2 – Biały pionek · g2 – Biały pionek · h2 – Biały pionek · a1 – Biała wieża · c1 – Biały goniec · d1 – Biały hetman · e1 – Biały król · h1 – Biała wieża | 3 |
| 2 | d4 – Biały pionek · c3 – Biały pionek · d3 – Biały goniec · e3 – Biały pionek · f3 – Biały skoczek · a2 – Biały pionek · b2 – Biały pionek · d2 – Biały skoczek · f2 – Biały pionek · g2 – Biały pionek · h2 – Biały pionek · a1 – Biała wieża · c1 – Biały goniec · d1 – Biały hetman · e1 – Biały król · h1 – Biała wieża | d4 – Biały pionek · c3 – Biały pionek · d3 – Biały goniec · e3 – Biały pionek · f3 – Biały skoczek · a2 – Biały pionek · b2 – Biały pionek · d2 – Biały skoczek · f2 – Biały pionek · g2 – Biały pionek · h2 – Biały pionek · a1 – Biała wieża · c1 – Biały goniec · d1 – Biały hetman · e1 – Biały król · h1 – Biała wieża | d4 – Biały pionek · c3 – Biały pionek · d3 – Biały goniec · e3 – Biały pionek · f3 – Biały skoczek · a2 – Biały pionek · b2 – Biały pionek · d2 – Biały skoczek · f2 – Biały pionek · g2 – Biały pionek · h2 – Biały pionek · a1 – Biała wieża · c1 – Biały goniec · d1 – Biały hetman · e1 – Biały król · h1 – Biała wieża | d4 – Biały pionek · c3 – Biały pionek · d3 – Biały goniec · e3 – Biały pionek · f3 – Biały skoczek · a2 – Biały pionek · b2 – Biały pionek · d2 – Biały skoczek · f2 – Biały pionek · g2 – Biały pionek · h2 – Biały pionek · a1 – Biała wieża · c1 – Biały goniec · d1 – Biały hetman · e1 – Biały król · h1 – Biała wieża | d4 – Biały pionek · c3 – Biały pionek · d3 – Biały goniec · e3 – Biały pionek · f3 – Biały skoczek · a2 – Biały pionek · b2 – Biały pionek · d2 – Biały skoczek · f2 – Biały pionek · g2 – Biały pionek · h2 – Biały pionek · a1 – Biała wieża · c1 – Biały goniec · d1 – Biały hetman · e1 – Biały król · h1 – Biała wieża | d4 – Biały pionek · c3 – Biały pionek · d3 – Biały goniec · e3 – Biały pionek · f3 – Biały skoczek · a2 – Biały pionek · b2 – Biały pionek · d2 – Biały skoczek · f2 – Biały pionek · g2 – Biały pionek · h2 – Biały pionek · a1 – Biała wieża · c1 – Biały goniec · d1 – Biały hetman · e1 – Biały król · h1 – Biała wieża | d4 – Biały pionek · c3 – Biały pionek · d3 – Biały goniec · e3 – Biały pionek · f3 – Biały skoczek · a2 – Biały pionek · b2 – Biały pionek · d2 – Biały skoczek · f2 – Biały pionek · g2 – Biały pionek · h2 – Biały pionek · a1 – Biała wieża · c1 – Biały goniec · d1 – Biały hetman · e1 – Biały król · h1 – Biała wieża | d4 – Biały pionek · c3 – Biały pionek · d3 – Biały goniec · e3 – Biały pionek · f3 – Biały skoczek · a2 – Biały pionek · b2 – Biały pionek · d2 – Biały skoczek · f2 – Biały pionek · g2 – Biały pionek · h2 – Biały pionek · a1 – Biała wieża · c1 – Biały goniec · d1 – Biały hetman · e1 – Biały król · h1 – Biała wieża | 2 |
| 1 | d4 – Biały pionek · c3 – Biały pionek · d3 – Biały goniec · e3 – Biały pionek · f3 – Biały skoczek · a2 – Biały pionek · b2 – Biały pionek · d2 – Biały skoczek · f2 – Biały pionek · g2 – Biały pionek · h2 – Biały pionek · a1 – Biała wieża · c1 – Biały goniec · d1 – Biały hetman · e1 – Biały król · h1 – Biała wieża | d4 – Biały pionek · c3 – Biały pionek · d3 – Biały goniec · e3 – Biały pionek · f3 – Biały skoczek · a2 – Biały pionek · b2 – Biały pionek · d2 – Biały skoczek · f2 – Biały pionek · g2 – Biały pionek · h2 – Biały pionek · a1 – Biała wieża · c1 – Biały goniec · d1 – Biały hetman · e1 – Biały król · h1 – Biała wieża | d4 – Biały pionek · c3 – Biały pionek · d3 – Biały goniec · e3 – Biały pionek · f3 – Biały skoczek · a2 – Biały pionek · b2 – Biały pionek · d2 – Biały skoczek · f2 – Biały pionek · g2 – Biały pionek · h2 – Biały pionek · a1 – Biała wieża · c1 – Biały goniec · d1 – Biały hetman · e1 – Biały król · h1 – Biała wieża | d4 – Biały pionek · c3 – Biały pionek · d3 – Biały goniec · e3 – Biały pionek · f3 – Biały skoczek · a2 – Biały pionek · b2 – Biały pionek · d2 – Biały skoczek · f2 – Biały pionek · g2 – Biały pionek · h2 – Biały pionek · a1 – Biała wieża · c1 – Biały goniec · d1 – Biały hetman · e1 – Biały król · h1 – Biała wieża | d4 – Biały pionek · c3 – Biały pionek · d3 – Biały goniec · e3 – Biały pionek · f3 – Biały skoczek · a2 – Biały pionek · b2 – Biały pionek · d2 – Biały skoczek · f2 – Biały pionek · g2 – Biały pionek · h2 – Biały pionek · a1 – Biała wieża · c1 – Biały goniec · d1 – Biały hetman · e1 – Biały król · h1 – Biała wieża | d4 – Biały pionek · c3 – Biały pionek · d3 – Biały goniec · e3 – Biały pionek · f3 – Biały skoczek · a2 – Biały pionek · b2 – Biały pionek · d2 – Biały skoczek · f2 – Biały pionek · g2 – Biały pionek · h2 – Biały pionek · a1 – Biała wieża · c1 – Biały goniec · d1 – Biały hetman · e1 – Biały król · h1 – Biała wieża | d4 – Biały pionek · c3 – Biały pionek · d3 – Biały goniec · e3 – Biały pionek · f3 – Biały skoczek · a2 – Biały pionek · b2 – Biały pionek · d2 – Biały skoczek · f2 – Biały pionek · g2 – Biały pionek · h2 – Biały pionek · a1 – Biała wieża · c1 – Biały goniec · d1 – Biały hetman · e1 – Biały król · h1 – Biała wieża | d4 – Biały pionek · c3 – Biały pionek · d3 – Biały goniec · e3 – Biały pionek · f3 – Biały skoczek · a2 – Biały pionek · b2 – Biały pionek · d2 – Biały skoczek · f2 – Biały pionek · g2 – Biały pionek · h2 – Biały pionek · a1 – Biała wieża · c1 – Biały goniec · d1 – Biały hetman · e1 – Biały król · h1 – Biała wieża | 1 |
|   | a | b | c | d | e | f | g | h |   |

Edgard Colle (ur. 18 maja 1897 w Gandawie, zm. 20 kwietnia 1932 w Gandawie) – belgijski szachista.

## Kariera szachowa
W latach 20. XX wieku był najlepszym szachistą Belgii: pomiędzy 1922 a 1929 rokiem sześciokrotnie zdobył tytuł indywidualnego mistrza kraju. W czasie swojej krótkiej, niespełna 10-letniej kariery, wystąpił w ponad 40 międzynarodowych turniejach, najbardziej spektakularne zwycięstwa odnosząc w Amsterdamie (1926, przed Ksawerym Tartakowerem i Maxem Euwe), Merano (1926, przed Rudolfem Spielmannem, Ksawerym Tartakowerem i Frederickiem Yatesem) oraz w Scarborough (1930 przed Gezą Maroczym i Akibą Rubinsteinem). Inne znaczące osiągnięcia uzyskał w Weston (1926, II m. za Maxem Euwe), Scarborough (1927, I m.), Hastings (1926/27, II m. za Ksawerym Tartakowerem oraz 1928/29, dz. I m. wspólnie z Frankiem Marshallem i Sándorem Takácsem), Barcelonie (1929, III m. za Jose Raulem Capablanką i Ksawerym Tartakowerem), Paryżu (1929, dz. II m. za Ksawerym Tartakowerem, wspólnie z Abrahamem Barantzem i Eugene Znosko-Borowskim) oraz w Rotterdamie (1931, II m. za Salo Landauem).
Edgard Colle był pionierem systemu debiutowego, nazwanego później jego nazwiskiem. Polega on na ustawieniu białymi bierkami charakterystycznej pozycji bierek d2-d4, Sg1-f3, e2-e3, c2-c3, Sb1-d2, Gf1-d3 z późniejszą roszadą i próbą przeforsowania przełomu e3-e4. System spopularyzował inny belgijski szachista, Georges Koltanowski, dlatego nazywany on jest czasami systemem Colle-Koltanowskiego. Z powodu mało aktywnej gry, otwarcie nie jest popularne wśród graczy na poziomie międzynarodowym, spośród arcymistrzów stosowali go Pia Cramling oraz Artur Jusupow. Od nazwiska Collego określa się niekiedy także klasyczną ofiarę gońca mianem „poświęcenia Collego”.
Przeszkodą w karierze Edgarda Colle było jego słabe zdrowie. Przeszedł trzy poważne operacje, czwartej już nie przeżył.
Według systemu Chessmetrics najwyższy ranking osiągnął w grudniu 1930 r., posiadał wówczas 2619 punktów i zajmował 15. miejsce na świecie.